# آدریان ایلیه
آدریان ایلیه (رومانیایی: Adrian Ilie؛ زادهٔ ۲۰ آوریل ۱۹۷۴) یک بازیکن فوتبال اهل رومانی است.
از باشگاه‌هایی که در آن بازی کرده‌است می‌توان به والنسیا، استوا بخارست، بشیکتاش، زوریخ، و باشگاه ورزشی گالاتاسرای (تیم فوتبال) اشاره کرد.
وی همچنین در تیم ملی فوتبال رومانی بازی کرده است.